# 羽田耕一
羽田 耕一（はだ こういち、1953年6月19日 - ）は、兵庫県尼崎市出身の元プロ野球選手（内野手）、野球指導者。

## 経歴
三田学園高校では2年生の時、遊撃手として1970年の春の選抜に出場。1年先輩の淡口憲治とクリーンナップを組み準々決勝に進出するが、鳴門高に敗れる。同年夏の甲子園県予選では準決勝で滝川高に敗退。同年秋季近畿大会では決勝に進出するが、市和歌山商の岩井靖二（日本生命）に0-1で完封負けを喫する。大会準優勝で翌1971年春の選抜への出場を確実にしたが、在校生の暴力事件があり出場辞退を余儀なくされた。翌年夏の県予選では準々決勝で津名高に敗退。高校同期に甲斐富士男、中西弘明のバッテリー、2年先輩には山本功児がいた。
1971年ドラフト4位で、近鉄バファローズに入団。同期入団組に佐々木恭介・梨田昌孝・平野光泰らがいる。また同世代のチームメイトとして梨田の他、吹石徳一・藤瀬史朗がいる。
1973年に一軍に上がり、5月には三塁手の定位置を獲得。リーグ最多の27失策と守備が課題とされたが、12本塁打を放ち長距離打者として売り出す。
1974年には、新たに就任した監督西本幸雄の下、開幕から三番打者として起用され、初めて規定打席（21位、打率.248）に到達。
1975年からは移籍した主砲土井正博の背番号3を引き継ぐが、打率面では低迷が続く。
1977年には打率.265（17位）と改善が見られ、22本塁打、75打点とチーム二冠の成績を記録。
1979年、球団初のリーグ初優勝に貢献。同年の広島東洋カープとの日本シリーズでは、第1戦に3安打するなど通算24打数8安打4打点と活躍。最終第7戦9回裏のいわゆる「江夏の21球」の場面では、先頭打者として江夏豊の1球目を中前安打、ドラマのきっかけを作った。江夏はストライクを取りにいった甘いボールを「あの場面、あの状況で、初球を打つか?」と回顧している。
1980年には自己最多の30本塁打、80打点を記録し、ダイヤモンドグラブ賞も獲得、チームのリーグ連続優勝に貢献した。同年の広島との日本シリーズでは、第1戦の延長12回に江夏豊から決勝2点本塁打を放つ。しかし第3戦以降は無安打に終わり、チームも日本一を逃した。
1982年には22本塁打（同僚の栗橋茂と同数）、自己最多の85打点と再びチーム二冠の成績を挙げる。
1986年から金村義明の台頭により控えに回るようになる。
1988年の「10.19」の第2試合で一塁手として途中出場、10回表一死一塁の場面で打席に立つも併殺打に倒れる。当時のパ・リーグではダブルヘッダーの第2試合は試合時間は4時間までという制限によりこの試合は10回までとなっていたが近鉄は勝ち越しできず、優勝を逃した。3度目のリーグ優勝を果たした翌1989年限りで現役を引退した。
引退後は一軍・二軍打撃コーチを務めた後、2001年からはフロント入りして編成担当などに従事した。近鉄最終年の2004年、2001年から羽田と入れ替わりでコーチ職に就いていた鈴木貴久の急逝を受け二軍打撃コーチとして現場復帰した。
2005年からは合併球団オリックス・バファローズ大阪営業部に在籍し、少年野球教室「オリックス・ベースボール・アカデミー」校長も務める。
2006年から2014年までNPB12球団ジュニアトーナメントでオリックス・ジュニアの監督を務めており、2007年の大会では優勝に導いた。
2008年からオリックス球団が京セラドーム大阪などでの試合終了後に実施した『サラリーマンノック』のノッカーの一人として、集まったサラリーマン等に対し、熱烈なるノックで応えた。
2014年12月22日に母校三田学園高校野球部監督に就任する見通しであることが報道された。同年12月31日をもって任期満了に伴いオリックス球団事業本部リテール営業部コミュニティグループを退任。
2015年2月2日に三田学園野球部の監督就任会見を行った。2013年からの資格回復研修制度を経て、元プロ野球選手が母校の監督に就任する初のケースとなった。

### 羽田殴打事件
1975年5月30日の対阪急ブレーブス戦（西宮球場）で、監督の西本幸雄によるいわゆる「羽田殴打事件（球団広報誌「近鉄バファローズニュース」1995年9月号では「ポカリ事件」と記載）」が、発生している。この試合の5回表、西本は選手に円陣を組ませ、阪急の先発投手・山口高志の攻略法として、「ワンストライクを待て。高めのボールは絶対に手を出すな」と指示した。ところがその回の先頭打者だった羽田は円陣に加わらずに打席に立っていたため、指示を知らずに2球続けて高めに手を出してファウルの後、ショートゴロに倒れた。これに怒った西本は、ベンチに戻ってきた羽田を殴打した。オフ日のためネット裏から目撃した鈴木啓示は「びっくりした」と述べている。試合はこの後、近鉄打線が山口を打ち崩して勝利した。羽田は三田学園野球部の監督就任会見の際、理想とする指導者として西本の名前を挙げて「本当に厳しい方で、今ではやってはダメだけど、手を出す方。でもグラウンドから一歩出ると優しくて、面倒見のいい監督だった。当時の選手は誰一人、悪口を言わなかった。そういう選手から慕われる監督でありたい」と思いを口にした。

## 詳細情報

### 年度別打撃成績
| 年 度      | 球 団      | 試 合 | 打 席 | 打 数 | 得 点 | 安 打 | 二 塁 打 | 三 塁 打 | 本 塁 打 | 塁 打 | 打 点 | 盗 塁 | 盗 塁 死 | 犠 打 | 犠 飛 | 四 球 | 敬 遠 | 死 球 | 三 振 | 併 殺 打 | 打 率 | 出 塁 率 | 長 打 率 | O P S |
| ---------- | ---------- | ----- | ----- | ----- | ----- | ----- | -------- | -------- | -------- | ----- | ----- | ----- | -------- | ----- | ----- | ----- | ----- | ----- | ----- | -------- | ----- | -------- | -------- | ----- |
| 1973       | 近鉄       | 104   | 391   | 371   | 29    | 89    | 17       | 1        | 12       | 144   | 34    | 3     | 2        | 1     | 2     | 13    | 0     | 4     | 59    | 8        | .240  | .273     | .388     | .661  |
| 1974       | 近鉄       | 130   | 541   | 501   | 54    | 124   | 12       | 0        | 14       | 178   | 55    | 9     | 3        | 3     | 6     | 29    | 1     | 2     | 68    | 22       | .248  | .291     | .355     | .647  |
| 1975       | 近鉄       | 126   | 483   | 448   | 47    | 99    | 9        | 0        | 15       | 153   | 46    | 12    | 4        | 3     | 2     | 25    | 0     | 5     | 66    | 16       | .221  | .270     | .342     | .611  |
| 1976       | 近鉄       | 125   | 393   | 359   | 35    | 87    | 9        | 2        | 6        | 118   | 39    | 7     | 3        | 7     | 2     | 23    | 0     | 2     | 48    | 11       | .242  | .292     | .329     | .620  |
| 1977       | 近鉄       | 130   | 535   | 498   | 62    | 132   | 16       | 1        | 22       | 216   | 75    | 9     | 4        | 3     | 5     | 28    | 1     | 1     | 75    | 14       | .265  | .306     | .434     | .739  |
| 1978       | 近鉄       | 130   | 463   | 419   | 41    | 100   | 8        | 4        | 9        | 143   | 47    | 8     | 6        | 3     | 8     | 32    | 0     | 1     | 70    | 10       | .239  | .294     | .341     | .636  |
| 1979       | 近鉄       | 119   | 405   | 351   | 56    | 96    | 13       | 3        | 13       | 154   | 49    | 11    | 2        | 4     | 5     | 42    | 1     | 3     | 46    | 7        | .274  | .356     | .439     | .795  |
| 1980       | 近鉄       | 115   | 446   | 401   | 71    | 109   | 13       | 1        | 30       | 214   | 80    | 6     | 2        | 3     | 4     | 38    | 2     | 0     | 52    | 7        | .272  | .335     | .534     | .869  |
| 1981       | 近鉄       | 107   | 342   | 304   | 39    | 71    | 6        | 1        | 17       | 130   | 39    | 3     | 2        | 1     | 3     | 34    | 0     | 0     | 47    | 9        | .234  | .311     | .428     | .738  |
| 1982       | 近鉄       | 123   | 500   | 430   | 69    | 119   | 18       | 2        | 22       | 207   | 85    | 9     | 5        | 1     | 5     | 62    | 1     | 2     | 62    | 11       | .277  | .370     | .481     | .852  |
| 1983       | 近鉄       | 123   | 476   | 414   | 61    | 110   | 22       | 2        | 14       | 178   | 66    | 6     | 0        | 3     | 7     | 51    | 1     | 1     | 78    | 16       | .266  | .348     | .430     | .778  |
| 1984       | 近鉄       | 115   | 444   | 393   | 55    | 107   | 13       | 1        | 16       | 170   | 50    | 8     | 4        | 4     | 2     | 42    | 0     | 3     | 42    | 7        | .272  | .347     | .433     | .780  |
| 1985       | 近鉄       | 114   | 450   | 399   | 64    | 106   | 14       | 0        | 18       | 174   | 62    | 2     | 1        | 4     | 5     | 41    | 0     | 1     | 56    | 15       | .266  | .332     | .436     | .768  |
| 1986       | 近鉄       | 90    | 213   | 192   | 30    | 42    | 9        | 0        | 8        | 75    | 34    | 3     | 0        | 1     | 2     | 15    | 0     | 3     | 31    | 4        | .219  | .283     | .391     | .674  |
| 1987       | 近鉄       | 74    | 156   | 147   | 11    | 31    | 6        | 2        | 4        | 53    | 17    | 0     | 1        | 1     | 1     | 6     | 0     | 1     | 24    | 2        | .211  | .245     | .361     | .606  |
| 1988       | 近鉄       | 72    | 165   | 156   | 17    | 42    | 9        | 0        | 4        | 63    | 17    | 1     | 0        | 0     | 1     | 8     | 1     | 0     | 21    | 6        | .269  | .303     | .404     | .707  |
| 1989       | 近鉄       | 77    | 181   | 156   | 20    | 40    | 9        | 2        | 1        | 56    | 17    | 1     | 1        | 0     | 2     | 23    | 0     | 0     | 31    | 3        | .256  | .348     | .359     | .707  |
| 通算：17年 | 通算：17年 | 1874  | 6584  | 5939  | 761   | 1504  | 203      | 22       | 225      | 2426  | 812   | 98    | 40       | 42    | 62    | 512   | 8     | 29    | 876   | 168      | .253  | .313     | .408     | .721  |

- 各年度の太字はリーグ最高

### 表彰
- ダイヤモンドグラブ賞：1回（1980年）
- パ・リーグプレーオフ技能賞：1回（1979年）

### 記録
初記録
- 初出場：1973年5月17日、対南海ホークス前期4回戦（日生球場）、9回表に三塁手として出場
- 初先発出場：1973年5月20日、対太平洋クラブライオンズ前期9回戦（平和台球場）、7番・三塁手として先発出場
- 初安打・初本塁打・初打点：1973年5月20日、対太平洋クラブライオンズ前期10回戦（平和台球場）、7回表に三輪悟からソロ

節目の記録
- 100本塁打：1980年6月12日、対西武ライオンズ前期11回戦（西武ライオンズ球場）、5回表に山下律夫から左越2ラン ※史上111人目
- 1000試合出場：1981年5月2日、対西武ライオンズ前期4回戦（日生球場）、7番・三塁手として先発出場 ※史上221人目
- 150本塁打：1982年8月15日、対日本ハムファイターズ後期8回戦（平和台球場）、4回裏に川原昭二から左中間へ2ラン ※史上68人目
- 1000安打：1982年9月4日、対南海ホークス後期11回戦（大阪スタヂアム）、5回表に山内和宏から中前安打 ※史上126人目
- 200本塁打：1985年8月23日、対阪急ブレーブス17回戦（ナゴヤ球場）、3回裏に山沖之彦から2ラン ※史上47人目
- 1500試合出場：1985年7月17日、対西武ライオンズ11回戦（西武ライオンズ球場）、3番・三塁手として先発出場 ※史上80人目
- 1500安打：1989年8月5日、対西武ライオンズ15回戦（西武ライオンズ球場）、8回表に山根和夫から中前安打 ※史上57人目

その他の記録
- 4打席連続本塁打：1974年4月29日（対阪急戦） - 5月1日（対太平洋戦）※史上5人目、歴代2位タイ[8]
- 4打数連続本塁打：同上 ※史上6人目、歴代2位タイ[8]
- オールスターゲーム出場：3回（1974年、1982年、1983年） ※後の2回はファン投票選出

### 背番号
- 30（1972年 - 1974年）
- 3（1975年 - 1989年）
- 84（1990年 - 1999年）
- 71（2000年、2004年）
- この他、2005年～2014年まで球団職員としてのイベント参加時にオリックスのユニフォームを着用した際の背番号は136 だが、正式登録ではない。